# Apendice vezicular
Apendicele vezicular (latină Appendices vesiculosae), sau hidatita pediculată Morgagni este o veziculă rotunjită umplută cu un lichid transparent, suspendată printr-un pedicul, relativ lung, de infundibulul tubei uterine, stângă și dreaptă.
Apendicele vezicular reprezintă un rest al extremității craniene ale ductului mezonefric Wolff.